# Euro Mediterranean Airlines
Az Euro Mediterranean Airlines, később Air Italy Egypt egy egyiptomi charter légitársaság volt 2006 és 2009 között. Bázisrepülőtere a Sarm es-Sejk-i nemzetközi repülőtér volt.

## Története
A légitársaságot 2006-ban alapította az Air Italy olasz légitársaság (75%-os tulajdonos) és egy egyiptomi utazási iroda (25%). Működését 2007 áprilisában kezdte meg, egyetlen Boeing 757-200 repülőgéppel (SU-BPY). 2009 szeptemberében a repülőgépet eladták (jelenleg a FedEx tulajdonát képezi), a céget pedig átnevezték Air Italy Egyptre. A tervek szerint az Air Italy egyetlen Boeing 737-800 gépét kapta volna meg a cég, erre azonban végül nem került sor, és a légitársaság 2009 végén beszüntette működését.

## Fordítás
- Ez a szócikk részben vagy egészben  az   Air Italy Egypt című angol Wikipédia-szócikk ezen változatának fordításán alapul.  Az eredeti cikk szerkesztőit annak laptörténete sorolja fel. Ez a jelzés csupán a megfogalmazás eredetét és a szerzői jogokat jelzi, nem szolgál a cikkben szereplő információk forrásmegjelöléseként.